# Gary Grant
Gary Grant (* 1977 in Barnet, London) ist ein britischer Schauspieler.

## Leben
Gary Grant spielte 1999 seine ersten kleinen Nebenrollen im britischen Fernsehen, unter anderem in der Fernsehserie Dangerfield, welche als Polizeiarzt Dangerfield auch im deutschen Fernsehen auf RTL ausgestrahlt wurde.
Bekanntheit erlangte Grant durch seine Hauptrolle in der britischen Fernsehserie The Bill, in der er zwischen 2000 und 2002 in 38 Folgen den Konstabler DC Paul Riley bis zu dessen Serientod verkörperte. Danach spielte er nur noch Nebenrollen im britischen Fernsehen, sowie Hauptrollen in einigen Kurzfilmen, zu denen er teilweise das Drehbuch schrieb bzw. Regie führte.

## Filmografie
- 1999: Hollyoaks (Fernsehserie, 1 Folge)
- 1999: Polizeiarzt Dangerfield (Dangerfield, Fernsehserie, 1 Folge)
- 2000: Spinning Candyfloss
- 2000–2002: The Bill (Fernsehserie, 38 Folgen)
- 2003: Doctors (Fernsehserie, 1 Folge)
- 2003: Rooftops (Kurzfilm)
- 2004: Rain Dogs
- 2007: The Study of Bunkers & Mounds in a Temperate Climate (Relatively Speaking) (Kurzfilm)
- 2007: Much Ado About a Minor Ting (Kurzfilm)
- 2008: Lucky Bastard (Kurzfilm)
- 2009: Sisters Grimm
- 2009: Daisy’s Last Stand (Kurzfilm)
- 2011: The Glass Man
- 2012: The Hour of Living
- 2013: Last Night a Killer Saved My Life (Kurzfilm)
- 2015: Casualty (Fernsehserie, 1 Folge)
- 2017: We Move Through (Kurzfilm)
- 2018: I Made This for You
- 2018: Welcome to Curiosity
- 2019: Pflicht und Schande (Giri/Haji, Fernsehserie, 1 Folge)
- 2020: Enemy Lines
- 2021: Election Night
- 2022: Extinction (Fernsehserie, 1 Folge)